# Liste der Wappen im Landkreis Vorpommern-Rügen
Diese Liste beinhaltet alle in der Wikipedia gelisteten Wappen im Landkreis Vorpommern-Rügen in Mecklenburg-Vorpommern (Deutschland). Aufgeführt sind die Wappen des Landkreises, seiner Städte und Gemeinden.

## Landkreis Vorpommern-Rügen und Vorgängerkreise
| Landkreis        | Wappen                                  | Kommentare |
| ---------------- | --------------------------------------- | --- |
| Vorpommern-Rügen | Wappen des Landkreises Vorpommern-Rügen | Genehmigt durch den Innenminister von Mecklenburg-Vorpommern am 7. März 2013 und unter der Nr. 345 der Wappenrolle des Landes Mecklenburg-Vorpommern eingetragen: „Über blauem Schildfuß, darin ein schreitender rot gezungter goldener Greif mit aufgeworfenem Schweif, gespalten vorn in Gold ein linksgewendeter, aufgerichteter, rot gezungter schwarzer Greif mit aufgeworfenem Schweif, die unteren Schwungfedern des Flügels silbern, hinten in Gold ein aus schwebenden, offenen roten Stufengiebel aus fünf Steinen wachsender, rot gekrönter, gezungter und bewerter, doppelgeschweifter schwarzer Löwe. Dem Spalt aufgelegt zwischen den Fängen des Greifen und den Pranken des Löwen, die nicht berührend, ein roter Schild mit einer silbernen Pfeilspitze überhöht von einem silbernen Tatzenkreuz.“ |
| Nordvorpommern   | Wappen des Landkreises Nordvorpommern   | Genehmigt durch den Innenminister von Mecklenburg-Vorpommern am 3. Dezember 1997 und unter der Nr. 142 der Wappenrolle des Landes Mecklenburg-Vorpommern eingetragen: „Gespalten von Blau und Gold; vorn ein nach links gewendeter goldener Greif mit ausgeschlagener roter Zunge und aufgeworfenen Schweif; hinten ein schwarzer Greif mit ausgeschlagener roter Zunge und aufgeworfenem Schweif, die beiden unteren Schwungfedern des Fluges silbern.“ |
| Rügen            | Wappen des Landkreises Rügen            | Genehmigt durch den Innenminister von Mecklenburg-Vorpommern am 18. Januar 1993 und unter der Nr. 68 der Wappenrolle des Landes Mecklenburg-Vorpommern eingetragen: „Geteilt von Gold über Blau; oben ein rot gekrönter und bewehrter schwarzer Löwe mit Doppelschweif, der aus dem im unteren Felde befindlichen, aus fünf roten Steinen gebildeten Stufengiebel hervorwächst. Auf dem Schild ruht eine Volkskrone; sie besteht aus einem mit roten Steinen geschmückten goldenen Reifen, der mit fünf ornamentalen Blättern besetzt ist.“ |

## Ämter
Folgende Ämter führen kein eigenes Wappen und keine eigene Flagge. Als Dienstsiegel führen sie das kleine Landessiegel
- mit dem Wappenbild des Landesteils Mecklenburg, einem hersehenden Stierkopf mit abgerissenem Halsfell und Krone:

| - Amt Ribnitz-Damgarten |

- mit dem Wappenbild des Landesteils Vorpommern, einem aufgerichteten Greifen mit aufgeworfenem Schweif:

| - Amt Altenpleen - Amt Barth - Amt Bergen auf Rügen - Amt Darß/Fischland | - Amt Franzburg-Richtenberg - Amt Miltzow - Amt Mönchgut-Granitz - Amt Niepars | - Amt Nord-Rügen - Amt Recknitz-Trebeltal - Amt West-Rügen |

## Städte und Gemeinden
Folgende Gemeinden führen kein eigenes Wappen und keine eigene Flagge. Als Dienstsiegel führen sie das kleine Landessiegel
- mit dem Wappenbild des Landesteils Mecklenburg, einem hersehenden Stierkopf mit abgerissenem Halsfell und Krone:

| - Ahrenshoop | - Dettmannsdorf | - Dierhagen |

- mit dem Wappenbild des Landesteils Vorpommern, einem aufgerichteten Greifen mit aufgeworfenem Schweif:

| - Altenkirchen - Altenpleen - Buschvitz - Deyelsdorf - Divitz-Spoldershagen - Drechow - Elmenhorst - Fuhlendorf - Glewitz - Göhren - Grammendorf - Gransebieth - Gremersdorf-Buchholz | - Groß Kordshagen - Groß Mohrdorf - Gustow - Hugoldsdorf - Jakobsdorf - Karnin - Kenz-Küstrow - Klausdorf - Kramerhof - Lancken-Granitz - Lietzow - Lindholz - Lüdershagen | - Lüssow - Millienhagen-Oebelitz - Mönchgut - Neuenkirchen - Papenhagen - Parchtitz - Patzig - Poseritz - Preetz - Prerow - Pruchten - Putgarten - Schlemmin | - Sehlen - Splietsdorf - Steinhagen - Süderholz - Sundhagen - Weitenhagen - Wendisch Baggendorf - Wendorf - Wieck a. Darß - Wittenhagen - Zarrendorf - Zirkow |

| Stadt oder Gemeinde              | Wappen                                     | Kommentare |
| -------------------------------- | ------------------------------------------ | --- |
| Gemeinde Ahrenshagen-Daskow      | Wappen der Gemeinde Ahrenshagen-Daskow     | Genehmigt durch den Innenminister von Mecklenburg-Vorpommern am 7. November 2002 und unter der Nr. 268 der Wappenrolle des Landes Mecklenburg-Vorpommern eingetragen: „Durch eine blaue Wellenleiste schräglinks geteilt; vorn in Gold ein rotgezungter, nach links schreitender schwarzer Greif, nach der Figur gelegt und die beiden unteren Schwungfedern der Flügel silbern; hinten in Silber ein hersehender roter Löwenkopf mit abgerissenem Halsfell.“ |
| Gemeinde Altefähr                | Wappen der Gemeinde Altefähr               | Genehmigt durch den Innenminister von Mecklenburg-Vorpommern am 27. Mai 2003 und unter der Nr. 278 der Wappenrolle des Landes Mecklenburg-Vorpommern eingetragen: „In Blau ein erhöhter, fünflätziger goldener Turnierkragen, darunter ein silbernes Boot mit zwei schräg gestellten Rudern.“ |
| Gemeinde Ostseebad Baabe         | Wappen der Gemeinde Baabe                  | Genehmigt ????. Aufgenommen in die Hauptsatzung mit Beschluss der Gemeindevertretung vom 18. September 2014: „In Blau auf einem in zwei Reihen von Rot und Silber geschachten Wellenschildfuß ein riemenloses silbernes Wikingerboot mit Segel.“ |
| Stadt Bad Sülze                  | Wappen der Stadt Bad Sülze                 | Genehmigt durch Friedrich Franz II., Großherzog von Mecklenburg[-Schwerin], am 10. April 1858, bestätigt durch den Reichsstatthalter in Mecklenburg am 1. Oktober 1943 und unter der Nr. 128 der Wappenrolle des Landes Mecklenburg-Vorpommern eingetragen: „In Gold über einem blau-silbernen Wellenschildfuß ein heraussehender schwarzer Stierkopf mit silbernen Hörnern, goldener Krone und geschlossenem Maul, beiderseits begleitet von je einer grünen Salzaster.“ Das Wappen wurde 1973 neu gezeichnet. |
| Stadt Barth                      | Wappen der Stadt Barth                     | Das Wappen mit dem bebarteten Mannskopf geht zurück auf ein Siegel aus dem Jahre 1404. Später kamen die drei Fische hinzu, das Oberwappen wurde 1992 ergänzt. Es ist unter der Nr. 2 der Wappenrolle des Landes Mecklenburg-Vorpommern eingetragen und wurde im Jahre 2000 neu gezeichnet: „Geteilt; oben in Silber ein hersehender braun behaarter und bebarteter Mannskopf; unten in Blau drei schrägrechte silberne Fische, balkenweise gestellt. Auf dem Schild ein blau-silbern bewulsteter Bügelhelm mit goldenem Halskleinod und blau-silbernen Decken, geschmückt mit fünf silbernen Straußenfedern.“ |
| Stadt Bergen auf Rügen           | Wappen der Stadt Bergen auf Rügen          | Das Wappen geht zurück auf das Siegelbild des ältesten bekannten Stadtsiegels aus dem Jahre 1613, wurde 1998 neu gezeichnet und unter der Nr. 137 der Wappenrolle des Landes Mecklenburg-Vorpommern eingetragen: „In Silber auf grünem Dreiberg ein roter Turm mit geschlossenem silbernen Tor, aus dessen Zinnen wachsend ein doppelschwänziger goldbewehrter und gekrönter schwarzer Löwe mit ausgeschlagener roter Zunge.“ |
| Gemeinde Binz                    | Wappen der Gemeinde Ostseebad Binz         | Angenommen am 25. Januar 1928 und unter der Nr. 79 der Wappenrolle des Landes Mecklenburg-Vorpommern eingetragen: „Das Wappen zeigt in Gold zwei erniedrigte schwarze Wellenbalken; auf dem oberen schwimmt ein roter Kahn, aus dem ein zwiegeschwänzter schwarzer Löwe mit roter Krone, ausgeschlagener roter Zunge und roter Bewehrung wächst.“ |
| Gemeinde Born                    | Wappen der Gemeinde Born a. Darß           | Genehmigt durch den Innenminister von Mecklenburg-Vorpommern am 14. Februar 1992 und unter der Nr. 18 der Wappenrolle des Landes Mecklenburg-Vorpommern eingetragen: „Das Wappen hat die Form eines Schildes, das am unteren Rand gleichmäßig abgerundet ist. Es ist weiß und blau und ist schräg links geteilt. Das blaue obere Feld ist mit einer schmalen weißen Linie von der blauen Umrandung abgegrenzt und beinhaltet ein Heroldsbild. Es zeigt einen weißen Seeadler im Fluge, der nach links gerichtet ist und dessen Schwingen parallel zur Feldertrennlinie ausgeführt sind. Im weißen unteren rechten Feld befindet sich ein zweites Heroldsbild in Form einer Windrose (Gold/Blau), unterlegt mit einer blauen Kreislinie. Im Zentrum der Windrose ist ein roter Greif, aufrechtstehend und nach links gerichtet, dargestellt.“       |
| Gemeinde Breege                  | Wappen der Gemeinde Breege                 | Genehmigt durch den Innenminister von Mecklenburg-Vorpommern am 25. August 1998 und unter der Nr. 169 der Wappenrolle des Landes Mecklenburg-Vorpommern eingetragen: „Von Silber und Blau durch Wellenschnitt geteilt; oben ein wachsender goldbewehrter roter Löwe; unten ein goldener Anker mit w.förmig verschlungenem goldenem Tau, beseitet von je einem goldenen Lindenblatt.“ |
| Gemeinde Dranske                 | Wappen der Gemeinde Dranske                | Genehmigt durch den Innenminister von Mecklenburg-Vorpommern am 4. Juli 2011 und unter der Nr. 336 der Wappenrolle des Landes Mecklenburg-Vorpommern eingetragen: „Geteilt durch einen Wellenschnitt; oben in Silber ein schräglinks liegender Schlehdornzweig mit sechs grünen Blättern und vier blauen Beeren; unten in Blau ein silbernes Segelschiff mit zwei Masten und fünf Segeln.“ |
| Gemeinde Dreschvitz              | Wappen der Gemeinde Dreschvitz             | Genehmigt durch den Innenminister von Mecklenburg-Vorpommern am 30. März 2010 und unter der Nr. 331 der Wappenrolle des Landes Mecklenburg-Vorpommern eingetragen: „Geteilt von einem blauen Wellenbalken; oben auf Silber zwei schräglinks liegende grüne Eichenzweige mit drei Blättern und einer grünen Eichel nebeneinander; unten auf Gold ein räderloser schwarzer Pflug.“ |
| Gemeinde Eixen                   | Wappen der Gemeinde Eixen                  | Genehmigt durch den Innenminister von Mecklenburg-Vorpommern am 26. Juni 2017 und unter der Nr. 363 der Wappenrolle des Landes Mecklenburg-Vorpommern eingetragen: „Über goldenem Wellenschildfuß, darin ein schwarzes Hirschgeweih mit Grind, in Blau eine bewurzelte goldene Eiche mit 9 goldenen Früchten, darauf in einem Herzschild in Grün ein goldener, silbern bewehrter Adler.“ |
| Stadt Franzburg                  | Wappen der Stadt Franzburg                 | Das Wappen wurde der Stadt vermutlich durch Herzog Bogislaw XIII. von Pommern-Barth bei der Stadtgründung 1587 verliehen und unter der Nr. 45 der Wappenrolle des Landes Mecklenburg-Vorpommern eingetragen: „Das Wappen zeigt in blau eine silberne Burg mit gezinntem kuppelbedachten Torbau, auf dem roten Kuppeldach ein niedriger Turm mit drei schwarzen Fenstern, einem Zinnenkranz und rotem Kuppeldach, zu beiden Seiten des Torbaus auf der Mauer je ein Turm mit zwei schwarzen Fenstern, einem Zinnkranz, alle Türme besteckt mit einem goldenem Kugelstabkreuz, über dem rechten Turm ein schwebender goldener Buchstabe F, über dem linken Turm ein schwebendes goldenes B; beide Buchstaben überhöht von einer goldenen Fürstenkrone, im offenen Tor ein aufgerichteter, Gold bewehrter roter Greif mit untergeschlagenem Schweif.“ |
| Stadt Garz/Rügen                 | Wappen der Stadt Garz                      | 1994 von dem Sagarder Gerhard Koggelmann neu gezeichnet und unter der Nr. 34 der Wappenrolle des Landes Mecklenburg-Vorpommern eingetragen: „In Blau eine betagleuchtete silberne Burg mit geöffnetem goldenen Tor, darin ein hochgezogenes goldenes Fallgitter, auf der Zinnenmauer ein breiter Zinnenturm zwischen zwei rotbedachten und bezinnten Kuppeltürmen; auf dem Mittelturm ein goldener Mast, daran eine silberne Kirchenfahne, die einen goldbewehrten roten Greifen zeigt.“ |
| Gemeinde Gingst                  | Wappen der Gemeinde Gingst                 | Genehmigt durch den Innenminister von Mecklenburg-Vorpommern am 15. Juli 1999 und unter der Nr. 192 der Wappenrolle des Landes Mecklenburg-Vorpommern eingetragen: „Gespalten von Grün und Gold; vorn ein gestürztes goldenes Schwert mit runden Parierstangenköpfen, an denen jeweils eine herabhängende goldene Waagschale befestigt ist; hinten ein pfahlweise gestelltes rotes Weberschiffchen, welches mit einer gestürzten und geöffneten roten Schere belegt ist“ |
| Gemeinde Glowe                   | Wappen der Gemeinde Glowe                  | Genehmigt durch den Innenminister von Mecklenburg-Vorpommern 2005: „Geteilt durch eine fünfzinnige silbern umsäumte rote Leiste; oben in Grün ein schwebender silberner, am Giebel mit einer goldenen Krone belegter Sparren und unten in Blau ein sechsspeichiges goldenes Schiffssteuerrad.“ |
| Stadt Grimmen                    | Wappen der Stadt                           | Festgelegt durch den Magistrat der Stadt Grimmen im Jahre 1865 und unter der Nr. 202 der Wappenrolle des Landes Mecklenburg-Vorpommern eingetragen: „Das Wappen der Stadt zeigt in Silber einen schwebenden, vierstufigen roten Mauergiebel, aus dem ein schwarzer Greif mit goldener Zunge und goldener Bewehrung aufwächst.“ |
| Gemeinde Insel Hiddensee         | Wappen der Gemeinde Seebad Insel Hiddensee | Genehmigt durch den Innenminister von Mecklenburg-Vorpommern am 29. Januar 1998 und unter der Nr. 141 der Wappenrolle des Landes Mecklenburg-Vorpommern eingetragen: „Gespalten; rechts in Blau ein nach links gewendetes goldenes Seepferdchen; links in Gold eine blaue Hausmarke, bestehend aus Sparrenkopfschaft, Mittelkreuzsprosse und erhöhter Mittelkreuzsprosse sowie einer vorderen Fußabstrebe.“ |
| Gemeinde Kluis                   | Wappen der Gemeinde                        | Genehmigt durch den Innenminister von Mecklenburg-Vorpommern am 17. Februar 1989 und unter der Nr. 8 der Wappenrolle des Landes Mecklenburg-Vorpommern eingetragen: „In Grün ein silberner Wellenschrägbalken, belegt mit einem schwarzen Doppelhaken und begleitet: oben von einem goldbewehrten silbernen Rinderkopf, unten von einer schrägen goldenen Getreideähre.“ |
| Gemeinde Löbnitz                 | Wappen der Gemeinde Löbnitz                | Genehmigt durch den Innenminister von Mecklenburg-Vorpommern am 29. April 1994 und unter der Nr. 31 der Wappenrolle des Landes Mecklenburg-Vorpommern eingetragen: „In Gold ein grüner Schildfuß, belegt mit drei fächerförmig gestellten goldenen Ähren, und ein schwebendes rotes Haus, bestehend aus drei stufengiebelförmig angeordneten, von Türmen begrenzten Gebäudeteilen und einem von Türmen begrenzten Eingangsportal mit silberner Tür, die äußeren Gebäudeteile zeigen je zwei, der mittlere Gebäudeteil zeigt insgesamt neun (5:4) silberne Rundbogenfenster; auf dem mittleren Gebäudeteil schreitet ein silberner Storch mit rotem Schnabel, roten Stelzen und schwarzen Flügeldecken.“ |
| Gemeinde Lohme                   | Wappen der Gemeinde Lohme                  | Genehmigt durch den Innenminister von Mecklenburg-Vorpommern am 9. Juli 2001 und unter der Nr. 247 der Wappenrolle des Landes Mecklenburg-Vorpommern eingetragen: „In Blau auf einem nach hinten abgeflachten silbernen Stein ein flugbereiter goldbewehrter silberner Schwan.“ |
| Stadt Marlow                     | Wappen der Stadt Marlow                    | Bestätigt durch Friedrich Franz II., Großherzog von Mecklenburg[-Schwerin], am 10. April 1858, im Jahre 2000 neu gezeichnet und unter der Nr. 213 der Wappenrolle des Landes Mecklenburg-Vorpommern eingetragen: „Das Wappen zeigt in Blau einen hersehenden schwarzen Stierkopf mit geschlossenem Maul und silbernen Hörnern, zwischen denen ein linksgewendeter, rot gezungter goldener Greif aufwächst.“ |
| Gemeinde Niepars                 | Wappen der Gemeinde Niepars                | Genehmigt durch den Innenminister von Mecklenburg-Vorpommern am 2. März 2000 und unter der Nr. 205 der Wappenrolle des Landes Mecklenburg-Vorpommern eingetragen: „In Blau mit den Stielen schräg gekreuzt ein silbernes Eichenblatt und eine gestielte silberne Eichel, die Kreuzung überdeckt von einem silbernen Hammer, darüber zwischen goldenen Ähren ein goldenes Schildchen, worin links oben ein grüner Halbkeil und rechts unten ein grüner steigender Halbkeil.“ |
| Gemeinde Pantelitz               | Wappen der Gemeinde Pantelitz              | Genehmigt durch den Innenminister von Mecklenburg-Vorpommern im September 2012 und unter der Nr. 343 der Wappenrolle des Landes Mecklenburg-Vorpommern eingetragen: „Unter blauem Wellenschildhaupt, darin eine goldene Rapsblüte, in Silber ein auffliegender goldenbewehrter Falke.“ |
| Gemeinde Prohn                   | Wappen der Gemeinde Prohn                  | Genehmigt durch den Innenminister von Mecklenburg-Vorpommern am 10. September 2001 und unter der Nr. 251 der Wappenrolle des Landes Mecklenburg-Vorpommern eingetragen: „Das Wappen zeigt in Gold eine erhöhte, stark eingebogene blaue Spitze, belegt mit einer silbernen Kogge; vorn ein nach links gewendeter, wachsender, rot gekrönter, bewehrter und gezungter schwarzer Löwe mit Doppelschweif; hinten eine gestürzte schwarze Pflugschar.“ |
| Stadt Putbus                     | Wappen der Stadt Putbus                    | Genehmigt durch den Oberpräsidenten der Provinz Pommern am 9. Dezember 1938 und unter der Nr. 195 der Wappenrolle des Landes Mecklenburg-Vorpommern eingetragen: „Geteilt; oben in Rot, zwischen einem zwölfendigen Hirschgeweih mit Grind, ein silberner Schild, darin ein goldbewehrter roter Greifenkopf; unten Geschacht von Schwarz und Gold.“ |
| Gemeinde Ralswiek                | Wappen der Gemeinde Ralswiek               | Genehmigt durch den Innenminister von Mecklenburg-Vorpommern am 6. März 1999 und unter der Nr. 183 der Wappenrolle des Landes Mecklenburg-Vorpommern eingetragen: „Geteilt; oben in Silber ein nach links fahrendes rotes Schiff slawischer Bauart; unten in Grün ein mit der Öffnung nach rechts liegender silberner Becher mit oben liegendem Henkel.“ |
| Gemeinde Rambin                  | Wappen der Gemeinde Rambin                 | Genehmigt durch den Innenminister von Mecklenburg-Vorpommern am 17. Mai 1999 und unter der Nr. 187 der Wappenrolle des Landes Mecklenburg-Vorpommern eingetragen: „In Blau ein goldener römischer Krieger mit silbernem Schild, das mit einem roten Kreuz bedeckt ist, und einem silbernen Schwert am Gürtel, auf einem silbernen springenden Pferd sitzend, mit einer silbernen Lanze einen geflügelten goldenen Drachen durchbohrend; im linken Obereck ein silberner Schild, darauf ein roter Äskulapstab mit rotgezungter schwarzer Schlange.“ |
| Gemeinde Rappin                  | Wappen der Gemeinde Rappin                 | Genehmigt durch den Innenminister von Mecklenburg-Vorpommern am 21. Mai 2007 und unter der Nr. 312 der Wappenrolle des Landes Mecklenburg-Vorpommern eingetragen: „Das Wappen zeigt in Silber eine erniedrigte, eingebogene blaue Spitze, belegt mit einem silbernen Seeblatt; vorn eine rote Rübe mit grünem Kraut und hinten ein mit der Spitze nach links eingebogenes rotes Gemshorn.“ |
| Bernsteinstadt Ribnitz-Damgarten | Wappen der Stadt Ribnitz-Damgarten         | Genehmigt durch den Innenminister von Mecklenburg-Vorpommern am 27. Januar 1993 und unter der Nr. 64 der Wappenrolle des Landes Mecklenburg-Vorpommern eingetragen: „Gespalten; vorn in Silber ein hersehendes, rot gekleidetes, goldbehaartes, goldgekröntes Brustbild eines Mannes mit goldbesäumtem blauem Umhang, hinten in Blau ein aufgerichteter, rot gezungter goldener Greif.“ |
| Stadt Richtenberg                | Wappen der Stadt Richtenberg               | Das Wappen geht zurück auf ein Siegelbild aus der Zeit um 1600 und wurde unter der Nr. 46 der Wappenrolle des Landes Mecklenburg-Vorpommern eingetragen: „Das Wappen zeigt in blau schwebend einen tagbeleuchteten silbernen Turm mit schindelgedecktem roten Spitzdach, goldenem Knauf, offenem Tor und zwei Fenstern.“ |
| Gemeinde Saal                    | Wappen der Gemeinde Saal                   | Genehmigt durch den Innenminister von Mecklenburg-Vorpommern am 15. August 1995 und unter der Nr. 86 der Wappenrolle des Landes Mecklenburg-Vorpommern eingetragen: „In Blau ein silberner, aus Brettern bestehender Kirchtturm mit einem nach unten stärker werdenden Sockel, einem Zeltdach und zwei schwarzen Fensteröffnungen, rechts von einer goldenen Ähre, hinten von einem aufgerichteten silbernen Fisch begleitet.“ |
| Gemeinde Sagard                  | Wappen der Gemeinde Sagard                 | Beschlossen durch die Gemeindevertretung Sagard Ende 1988/Anfang 1989 und unter der Nr. 11 der Wappenrolle des Landes Mecklenburg-Vorpommern eingetragen: „Das Wappen zeigt in blau eine erniedrigte goldene Spitze, darin drei (1,2) blaue Bügelkronen. Darüber schwebt ein silberner Brunnentempel, der von je einer goldenen Getreideähre beseitet wird“ |
| Gemeinde Samtens                 | Wappen der Gemeinde Samtens                | Genehmigt durch den Innenminister von Mecklenburg-Vorpommern am 19. September 2000 und unter der Nr. 225 der Wappenrolle des Landes Mecklenburg-Vorpommern eingetragen: „Geviert von Grün und Silber; schräggekreuzt eine gestürzte silberne Hacke mit nach außen weisendem Blatt und ein gestürzter grüner Schlüssel mit nach außen weisendem Bart, begleitet: oben von einer Glocke, unten von einem Zahnrad, beide in verwechselten Farben.“ |
| Stadt Sassnitz                   | Wappen der Stadt Sassnitz                  | Angenommen 1959 durch die Stadtverordnetenversammlung Sassnitz, bestätigt durch Beschluss der Stadtvertretung Sassnitz vom 1. November 1994 und unter Nr. 17 der Wappenrolle des Landes Mecklenburg-Vorpommern eingetragen: „Das Wappen zeigt in Blau einen rot-silbern geteilten Leuchtturm mit silbernen Lichtstrahlen, der aus einer Lücke in der oberen Reihe einer roten, silbern eingefassten Ziegelmauer hervorkommt.“ |
| Gemeinde Schaprode               | Wappen der Gemeinde Schaprode              | Genehmigt durch den Innenminister von Mecklenburg-Vorpommern am 9. November 1999 und unter Nr. 197 der Wappenrolle des Landes Mecklenburg-Vorpommern eingetragen: „Unter einem grünen Schildhaupt, darin zwei abgewendet liegende und mit den Halmen schräggekreuzte goldene Weizenähren, gespalten und fünfmal von Silber und Blau gegengeteilt; auf dem Spalt ein goldener Anker.“ |
| Gemeinde Ostseebad Sellin        | Wappen der Gemeinde Sellin                 | Genehmigt durch den Innenminister von Mecklenburg-Vorpommern am 4. November 1997 und unter Nr. 144 der Wappenrolle des Landes Mecklenburg-Vorpommern eingetragen: „Geteilt; oben in Blau eine fliegende silberne Möwe; unten von Schwarz und Gold geschacht.“ |
| Gemeinde Semlow                  | Wappen der Gemeinde Semlow                 | Genehmigt durch den Innenminister von Mecklenburg-Vorpommern am 7. September 2001 und unter Nr. 250 der Wappenrolle des Landes Mecklenburg-Vorpommern eingetragen: „In Silber ein blauer Wellenschrägbalken, belegt nach der Figur: oben mit einem goldenen Buchenblatt, unten mit einem goldenen Eichenblatt, begleitet: oben von einem aufwärts schreitenden, rot gezungten und rot bewehrten schwarzen Bären mit goldenem Halsband; unten von einem schräg gestellten schwarzen Pflug.“ |
| Hansestadt Stralsund             | Wappen der Hansestadt Stralsund            | Genehmigt durch den Oberpräsidenten der Provinz Pommern am 9. September 1938 und unter Nr. 67 der Wappenrolle des Landes Mecklenburg-Vorpommern eingetragen: „Das Stadtwappen zeigt auf rotem Grund einen aufrecht gestellten silbernen Pfeil, bestehend aus Schafttülle und den beiden Flügeln, mit einem silbernen Tatzenkreuz darüber.“ → Details |
| Gemeinde Trent                   | Wappen der Gemeinde Trent                  | Genehmigt durch den Innenminister von Mecklenburg-Vorpommern am 19. September 2000 und unter der Nr. 224 der Wappenrolle des Landes Mecklenburg-Vorpommern eingetragen: „In einem von Grün über Gold durch Wellenschnitt geteilten Schild ein Nesselblatt in verwechselten Farben, belegt: oben mit dem schwarzen Flugbild eines Seeadlers, unten mit einer von je einem goldenen Kastanienblatt beseiteten goldenen Pflugschar.“ |
| Stadt Tribsees                   | Wappen der Stadt                           | Genehmigt durch den Innenminister von Mecklenburg-Vorpommern am 20. Juni 2000 und unter der Nr. 210 der Wappenrolle des Landes Mecklenburg-Vorpommern eingetragen: „In Silber eine rote Burg mit Zinnemauern und drei offenen Toren, zwei Seitentürmen mit Spitzdächern und Knäufen sowie einem gezinnten Mittelturm aus dem ein goldbewährter Roter Greif aufwächst, in den Fängen einen goldenen Fahnenstock mit einer dreilätzigen Lehnfahne haltend, die im goldenen Feld einen schreitenden, rotgezungten, blauen Löwen zeigt.“ |
| Gemeinde Trinwillershagen        | Wappen der Gemeinde Trinwillershagen       | Genehmigt durch den Innenminister von Mecklenburg-Vorpommern am 25. Februar 2011 und unter Nr. 335 der Wappenrolle des Landes Mecklenburg-Vorpommern eingetragen: „In Rot schräg gekreuzt zwei silberne Hacken; bewinkelt oben von einem silbernen Hufeisen, beiderseits von goldenen Tulpenblüten, unten von einer silbernen Rübe.“ |
| Gemeinde Ummanz                  | Wappen der Gemeinde Ummanz                 | Genehmigt durch den Innenminister von Mecklenburg-Vorpommern im Jahre 2015: „In Silber ein schräglinker blauer Wellenbalken begleitet: oben drei, zwei zu eins gestellte schwarze Hufeisen, unten zwei schräglinks liegende, verschlungene schwarze Angelhaken.“ |
| Gemeinde Velgast                 | Wappen der Gemeinde Velgast                | Angenommen von der Gemeindevertretung Velgast am 15. Dezember 2005, genehmigt durch den Innenminister von Mecklenburg-Vorpommern am 29. Mai 2006: „Schräglinks geteilt; oben in Blau an einer goldenen Pflugschiene 3 goldene Pflugschare balkenweise; unten in Silber ein schräglinks gestelltes grünes Stieleichenblatt.“ |
| Gemeinde Wiek                    | Wappen der Gemeinde Wiek                   | Genehmigt durch den Innenminister von Mecklenburg-Vorpommern am 12. Juni 2001 und unter den Nr. Nr. 224 der Wappenrolle des Landes Mecklenburg-Vorpommern eingetragen: „Geteilt; oben in Rot zwei schräg gekreuzte goldene Dreschflegel, die Kreuzung überdeckt von einem goldenen Bienenkorb; unten in Gold ein blaues Wikingerboot mit Segel.“ |
| Gemeinde Ostseebad Wustrow       | Wappen der Gemeinde Wustrow                | Genehmigt durch den Innenminister von Mecklenburg-Vorpommern am 20. August 1997 und unter Nr. 134 der Wappenrolle des Landes Mecklenburg-Vorpommern eingetragen: „In Blau eine silberne Brigg, begleitet oben rechts von einer strahlenden goldenen Sonne.“ |
| Gemeinde Ostseeheilbad Zingst    | Wappen der Gemeinde Zingst                 | Genehmigt durch den Innenminister von Mecklenburg-Vorpommern am 19. September 2000 und unter der Nr. 225 der Wappenrolle des Landes Mecklenburg-Vorpommern eingetragen: „Halbgespalten und durch Wellenschnitt geteilt; vorn oben in Blau ein goldener Dreizack; hinten oben pfahlweise drei auffliegende schwarze Kraniche; unten in Gold ein roter Greif mit geöffnetem Schnabel, ausgeschlagener roter Zunge und goldener Bewehrung, in den Fängen einen silbernen Anker haltend“ |

### Ehemalige Städte und Gemeinden
| Stadt oder Gemeinde                | Wappen                                     | Kommentare |
| ---------------------------------- | ------------------------------------------ | --- |
| Brandshagen, Gemeinde Sundhagen    | Wappen der ehemaligen Gemeinde Brandshagen | Genehmigt durch den Innenminister von Mecklenburg-Vorpommern am 13. April 1999 und unter der Nr. 185 der Wappenrolle des Landes Mecklenburg-Vorpommern eingetragen: „Das Wappen der Gemeinde ist von Silber und Blau geteilt; oben drei grüne Laubbäume balkenweise; unten ein silberner Fisch.“ Zum 7. Juni 2009 schlossen sich die bisherigen Gemeinden Behnkendorf, Brandshagen, Horst, Kirchdorf, Miltzow, Reinberg und Wilmshagen zur neugebildeten Gemeinde Sundhagen zusammen.                                                                                            |
| Damgarten, Stadt Ribnitz-Damgarten | Wappen der ehemaligen Stadt Damgarten      | Genehmigt ????: „In Silber ein hersehendes, rot gekleidetes, gold behaartes und gekröntes Brustbild eines Mannes mit goldbesäumtem blauem Umhang.“ Zum 1. Juli 1950 wurden die bisherigen Städte Ribnitz (in Mecklenburg) und Damgarten (in Pommern) mit der bisherigen Gemeinde Borg zur neugebildeten Stadt Ribnitz-Damgarten zusammengeschlossen. |
| Gager, Gemeinde Mönchgut           | Wappen der ehemaligen Gemeinde Gager       | Genehmigt durch den Innenminister von Mecklenburg-Vorpommern am 16. Oktober 1998 und unter der Nr. 172 der Wappenrolle des Landes Mecklenburg-Vorpommern eingetragen: „Von Silber und Blau schräggeviert; 1: ein nach links gewendeter blauer Fisch; 2 und 3: ein silberner Schafsrumpf, in 2 nach links und in 3 nach rechts gewendet; 4: ein einmastiges blaues Sportsegelboot mit vollen Segeln, Ruder und Schwert.“ Zum 1. Januar 2018 schlossen sich die bisherigen Gemeinden Gager, Middelhagen und Thiessow zur neugebildeten Gemeinde Mönchgut zusammen.                 |
| Karnitz, Stadt Garz/Rügen          | Wappen der ehemaligen Gemeinde Karnitz     | Genehmigt ????: „In Gold ein schwarzer Schrägbalken, belegt mit drei schräglinks liegenden goldenen Muscheln, begleitet nach der Figur: oben von einem roten Sensenblatt, unten von einer rechten roten Hirschstange.“ Zum 1. Januar 2004 wurde die bisherige Gemeinde Karnitz in die Stadt Garz/Rügen eingemeindet. |
| Middelhagen, Gemeinde Mönchgut     | Wappen der ehemaligen Gemeinde Middelhagen | Angenommen durch die Gemeindevertretung Middelhagen am 19. März 1987 und unter der Nr. 105 der Wappenrolle des Landes Mecklenburg-Vorpommern eingetragen: „Das Wappen zeigt: In einem von Silber über Rot geteilten Schild oben ein wachsender, goldbewerter roter Greif mit einem goldenen Abtsstab in den Fängen; unten ein goldenes Zelt, begleitet: rechts von einer goldenen Ähre und links von einem aufrechten silbernen Fisch.“ Zum 1. Januar 2018 schlossen sich die bisherigen Gemeinden Gager, Middelhagen und Thiessow zur neugebildeten Gemeinde Mönchgut zusammen. |
| Ribnitz, Stadt Ribnitz-Damgarten   | Wappen der ehemaligen Stadt                | Genehmigt ????: „In Blau ein aufgerichteter, rot gezungter goldener Greif.“ Zum 1. Juli 1950 wurden die bisherigen Städte Ribnitz (in Mecklenburg) und Damgarten (in Pommern) mit der bisherigen Gemeinde Borg zur neugebildeten Stadt Ribnitz-Damgarten zusammengeschlossen. |
| Thesenvitz, Stadt Bergen auf Rügen | Wappen der ehemaligen Gemeinde Thesenvitz  | Angenommen von der Gemeindevertretung Thesenvitz Anfang 1989, genehmigt durch den Innenminister von Mecklenburg-Vorpommern im Jahre 1989 und unter der Nr. 102 der Wappenrolle des Landes Mecklenburg-Vorpommern eingetragen: „In Grün ein silberner Balken, belegt mit einem schwarzen Pflug.“ Zum 1. Januar 2011 wurde die bisherige Gemeinde Thesenvitz mit den Ortsteilen Thesenvitz, Lipsitz, Ramitz und Ramitz Siedlung in die Stadt Bergen auf Rügen eingemeindet. |

## Historische Wappen

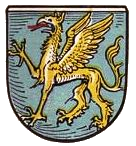
Wappen der Stadt Ribnitz (Freistaat Mecklenburg-Schwerin) bis 1950
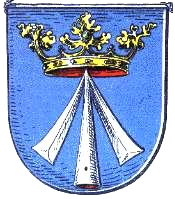
Wappenschild der Hansestadt Stralsund 1720 bis 1938